# (4647) Syuji
(4647) Syuji (1931 TU1) – planetoida z pasa głównego asteroid okrążająca Słońce w ciągu 4,93 lat w średniej odległości 2,89 j.a. Odkryta 9 października 1931 roku.